# Jocky Wilson
John Thomas Wilson (ur. 22 marca 1950, zm. 24 marca 2012), znany jako "Jocky" Wilson – szkocki darter, dwukrotny mistrz świata federacji BDO. Wycofał się z profesjonalnej gry w 1995 roku po odpadnięciu z turnieju PDC World Darts Championship. W ciągu swojej kariery rywalizował z takimi zawodnikami jak Eric Bristow, Bob Anderson i John Lowe. W latach 1981 – 1988 czterokrotnie wygrał turniej British Professional Championship, triumfował również w turnieju British Open.

## Wyniki w Mistrzostwach Świata
BDO
- 1979: ćwierćfinał (John Lowe 1-3)
- 1980: ćwierćfinał (Eric Bristow 0-3)
- 1981: ćwierćfinał (Tony Brown 2-4)
- 1982: Zwycięstwo (John Lowe 5-3)
- 1983: 3. miejsce (Tony Brown 2-0; przegrana w półfinale: Keith Deller 3-5)
- 1984: półfinał (Dave Whitcombe 5-6)
- 1985: ćwierćfinał (Dave Whitcombe 3-4)
- 1986: ćwierćfinał (Dave Whitcombe 2-4)
- 1987: półfinał (John Lowe 0-5)
- 1988: ćwierćfinał (Eric Bristow 2-4)
- 1989: Zwycięstwo (Eric Bristow 6-4)
- 1990: ćwierćfinał (Mike Gregory 3-4)
- 1991: ćwierćfinał (Kevin Kenny 3-4)
- 1992: 1. runda (Kevin Kenny 1-3)
- 1993: 1. runda (Dennis Priestley 0-3)

PDC
- 1994: faza grupowa
- 1995: faza grupowa